# Вольфганг Келер
Во́льфганг Кьо́лер, іноді Вольфганг Келер (нім. Wolfgang Köhler, 21 січня 1887, Таллінн — 11 червня 1967, Енфілд (Нью-Гемпшир)) — німецько-американський психолог, один із засновників гештальтпсихології спільно з Максом Вертгеймером і Куртом Коффкою. Доктор філософії (Берлінський університет, 1909).
Експериментально довів у дослідах над тваринами роль інсайту, як принципу організації поведінки. За Келером, при успішному вирішенні інтелектуальної задачі відбувається бачення ситуації в цілому і її перетворення в «гештальт», в силу чого змінюється характер пристосувальних реакцій. Дослідження Келера розширили рамки уявлень в природі навичок і нових форм поведінки людини і тварин.
Келер вивчав феномен транспозиції, в основі якої лежать реакції організму не на окремі, розрізнені подразники, а на їх співвідношення. Він вважав, що психологічне знання слід будувати за зразком фізичного, оскільки процеси у свідомості та організмі як матеріальній системі знаходяться у взаємно однозначним дотриманням (ізоморфізм). Керуючись цією ідеєю, поширив поняття про гештальт на головний мозок. Це спонукало послідовників Келера постулювати наявність в мозку електричних полів, що є корелятом психічних гештальтів при сприйнятті зовнішніх об'єктів.

## Професійна діяльність
- наукова станція дослідження антропоїдів, Канарські острови, 1913-20;
- психологічна лабораторія Берлінського університету, 1920;
- професор Геттінгенського університету, 1921;
- завідувач кафедри психології Берлінського університету, 1922-3 5;
- лекції Вільяма Джеймса, Гарвард, 1934;
- професор Суотморського коледжу, 1935-58;
- професор — дослідник, 1946;
- нагорода «За видатний науковий внесок» АРА, 1957, президент АРА, 1958;
- Гіффордскі лекції в Единбурзькому університеті, 1958;
- Президент Американської психологічної асоціації, 1959;
- почесний громадянин Вільного університету Берліна, 1965;
- почесний президент Німецького психологічного товариства, 1967;
- почесні докторські ступені Пенсільванського, Чиказького, Фрайбурзького, Мюнстерського, Тюбінгенського, Упсальського університетів і Суотморського і Кеніонського коледжів;
- член Американської академії наук і мистецтв; член Американського філософського товариства; член Національної академії наук.

## Публікації
- Келер В. «Дослідження інтелекту людиноподібних мавп» (1917).